# Lass Uns Tanzen Clubtour
A Lass Uns Tanzen Clubtour a Scooter nyolcadik nagy turnésorozata. Anyaga, annak ellenére, hogy a „The Ultimate Aural Orgasm” pár hónappal előtte jelent meg (a turné is a lemezen szereplő Lass Uns Tanzen után kapta a nevét), szinte egyáltalán nem épít erre a lemezre. Helyette olyasvalamire került sor, amire már nagyon régen: az együttes egy DJ-szettel járta a germán nyelvterületet. Miközben Michael Simon cserélgette a lemezeket, Rick J. Jordan speciális vizuális és hangeffektekkel színesítette a show-t, H.P. Baxxter pedig a régi időket idézve spontán MC-ként lépett fel.

## Turnéhelyszínek
- Krems Ausztria (2007. március 30.)
- Dülmen, Németország (2007. április 4.)
- St. Martin, Ausztria (2007. április 6.)
- Kiel, Németország (2007. április 7.)
- Schwerin, Németország (2007. április 8.)
- Bécs, Ausztria (2007. április 13.)
- Magdeburg, Németország (2007. április 14.)
- Ibbenbüren, Németország (2007. április 20.)ü
- Oyten, Németország (2007. április 21.)
- Salzburg, Ausztria (2007. április 26.)
- Innsbruck, Ausztria (2007. április 27.)
- Hennef, Németország (2007. április 28.)
- Mengen, Németország (2007. április 30.)
- Lipcse, Németország (2007. május 4.)
- Schwarzheide, Németország (2007. május 5.)
- Melle, Németország (2007. május 11.)
- Bayreuth, Németország (2007. május 12.)
- Achern, Németország (2007. május 16.)
- Hannover, Németország (2007. május 18.)
- Mühldorf, Németország (2007. május 19.)

## The Ultimate Aural Orgasm Tour
Ausztrália egészen 2007-ig szűz terep volt a Scooter számára. Ebben az évben viszont a zenekar ellátogatott ide is, és a Lass Uns Tanzen Clubtour-ral ellentétben, már a turné névadó albumát népszerűsítették, a régi számaikkal egyetemben. A helyszínek:
- Adelaide (2007. november 16.)
- Sydney (2007. november 17.)
- Perth (2007. november 23.)
- Brisbane (2007. november 24.)